# Републикански път III-101
Републикански път IIІ-101 е третокласен път, част от републиканската пътна мрежа на България, на територията на области Враца и Монтана. Дължината му е 89,0 km.
Пътят започва от 143,2-ри км на Републикански път I-1 в центъра на град Враца и продължава на северозапад до град Криводол. След това по левия бряг на река Ботуня и през село Ракево навлиза в Област Монтана. Преминава през селата Палилула и Охрид и достига до гред Бойчиновци, от където завива на север, а след това на североизток покрай левия бряг на река Огоста. Преминава последователно през селата Мърчево, Владимирово, Кобиляк, Громшин и Лехчево и отново се връща в Област Враца. Продължава покрай левия бряг на Огоста и през селата Михайлово, Хайредин, Крива бара и Бутан и в центъра на село Гложене се свързва с Републикански път II-11 при 102,2-ри км.
При 46,3 km, в село Владимирово наляво се отделя път Републикански път III-1011 (14,7 km) през село Мадан до село Септемврийци.
| Пътища, отклоняващи се надясно (населено място, № на пътя, посока на пътя) | Км   | Пътища, отклоняващи се наляво (посока на пътя, № на пътя, населено място) |
| -------------------------------------------------------------------------- | ---- | ------------------------------------------------------------------------- |
| Община Враца, Област Враца I-1, 143,2 km гр. Враца ←                       | 0,0  | ← гр. Враца, 143,2 km, I-1, Област Враца, Община Враца                    |
|                                                                            | 12   | → общински път (за с. Власатица)                                          |
| (за с. Лиляче) общински път ←                                              | 13,1 |                                                                           |
| Община Криводол                                                            | 16,6 | Община Криводол                                                           |
| II-13 16,9 km гр. Криводол ←                                               | 19,2 | → гр. Криводол, 0,0 km III-1302                                           |
|                                                                            | 20,7 | ← 15,4 km II-13                                                           |
| с. Ракево                                                                  | 25,9 | с. Ракево                                                                 |
| Община Бойчиновци, Област Монтана                                          | 28,4 | Област Монтана, Община Бойчиновци                                         |
| с. Палилула                                                                | 29,5 | с. Палилула                                                               |
| с. Охрид                                                                   | 32,7 | с. Охрид                                                                  |
| гр. Бойчиновци                                                             | 35,9 | гр. Бойчиновци                                                            |
|                                                                            | 38,1 | → общински път (за кв. „Огоста“)                                          |
| (за с. Портитовци) общински път ←                                          | 38,8 |                                                                           |
| с. Мърчево                                                                 | 41,1 | ← с. Мърчево, 11,5 km III-816 (от 104,6 km на I-8)                        |
| с. Владимирово                                                             | 46,3 | → с. Владимирово, 0,0 km III-1011 (за с. Септемврийци)                    |
| (за с. Бели брег) общински път с. Кобиляк ←                                | 50,6 | с. Кобиляк                                                                |
| (за с. Градешница) общински път с. Громшин ←                               | 54,3 | с. Громшин                                                                |
| (от гр. Криводол) III-1301, 30,8 km с. Лехчево →                           | 54,3 | с. Лехчево                                                                |
| Община Хайредин, Област Враца                                              | 60,8 | Област Враца, Община Хайредин                                             |
| с. Михайлово                                                               | 65,6 | → с. Михайлово, 33,2 km, III-133 (за гр. Лом)                             |
| (от гр. Бяла Слатина) III-133, 31,1 km →                                   | 67,7 |                                                                           |
| (за с. Ботево) общински път с. Хайредин ←                                  | 71,4 | → с. Хайредин общински път (за с. Бъзовец                                 |
| Община Козлодуй                                                            | 75,6 | Община Козлодуй                                                           |
| с. Крива бара                                                              | 77,7 | с. Крива бара                                                             |
| (от с. Крушовица) III-1503, 6,3 km с. Бутан →                              | 82,2 | с. Бутан                                                                  |
| II-11, 102,2 km с. Гложене ←                                               | 89,0 | ← с. Гложене, 102,2 km, II-11                                             |

## Забележки
1. ↑  На протежение от 1,5 km път ІІІ-101 (от км 19,2 до км 20,7) се дублира с път II-13 (от км 15,4 до км 16,9)
2. ↑  На протежение от 2,1 km (от км 65,6 до км 67,7) път ІІІ-101 се дублира с път III-133 (от км 33,2 до км 31,1)